# Eugène Langenraedt
Eugenius Joannes (Eugène) Langenraedt (Gent, 20 juni 1907 - 7 augustus 1997) was een Belgische atleet, die gespecialiseerd was in de sprint. Hij nam eenmaal deel aan de Olympische Spelen.

## Biografie
Langenraedt verbeterde in 1924 samen met Henri Cockuyt, Eugène Moetbeek en Paul Brochart het Belgisch record op de 4 x 100 m estafette. Hij werd dat jaar geselecteerd voor de Olympische Spelen van Parijs, maar de estafetteploeg startte niet. Het jaar nadien verbeterde hij het Belgisch record op de 200 m van Henri Cockuyt tot 22,1 s.
In 1928 nam Langenraedt op de 400 m en de 4 x 400 m estafette deel aan de Olympische Spelen van Amsterdam. Hij overleefde beide malen de reeksen niet.

### Clubs
Langenraedt was aangesloten bij AA Gent.

## Persoonlijke records
| Onderdeel | Prestatie | Datum             | Plaats   |
| --------- | --------- | ----------------- | -------- |
| 200 m     | 22,1 s    | 20 september 1925 | Kapellen |
| 400 m     | 50,7 s    | 1928              |          |

## Palmares

### 200 m
- 1924:  BK AC
- 1925:  BK AC
- 1927:  BK AC

### 400 m
- 1927:  BK AC
- 1928:  BK AC
- 1928: 3e in reeks OS in Amsterdam

### 4 x 100 m
- 1924: DNS OS in Parijs

### 4 x 400 m
- 1928: 5e in ½ fin. OS in Amsterdam